# Кустичі
Ку́стичі — село в Україні, у Ковельському районі Волинської області. Входить до складу Турійської селищної територіальної громади. Населення становить 256 осіб.

## Історія
У 1906 році село Турійської волості Ковельського повіту Волинської губернії. Відстань від повітового міста 26  верст, від волості 8. Дворів 52, мешканців 304.
12 червня 2020 року, відповідно до розпорядження Кабінету Міністрів України № 708-р «Про визначення адміністративних центрів та затвердження територій територіальних громад Волинської області», увійшло до складу Турійської селищної територіальної громади.
19 липня 2020 року, в результаті адміністративно-територіальної реформи та ліквідації  Турійського району, село увійшло до новоутвореного Ковельського району. 

## Населення
Згідно з переписом УРСР 1989 року чисельність наявного населення села становила 249 осіб, з яких 119 чоловіків та 130 жінок.
За переписом населення України 2001 року в селі мешкали 254 особи.

### Мова
Розподіл населення за рідною мовою за даними перепису 2001 року:
| Мова       | Відсоток |
| ---------- | -------- |
| українська | 97,66 %  |
| російська  | 1,56 %   |
| білоруська | 0,78 %   |

## Відомі особи
- Стожук Анатолій Петрович — український письменник. Голова Харківської обласної спілки письменників (з березня 2012). Уродженець села.